# 考文垂大学
高雲地利大學（英語：Coventry University）位於英國高雲地利市中心，是一所新大學。 高雲地利大學的根源可追溯到1843年的高雲地利設計學院（Coventry College of Design），後於1954年成為美術學院（College of Art）。1970年，美術學院（Coventry College of Art）與蘭徹斯特技術學院（Lanchester College of Technology）、Rugby工程技術學院（Rugby College of Engineering Technology）合併為「蘭切斯特理工學院」（Lanchester Polytechnic），以紀念英格蘭中部地區的汽車工業先驅弗雷德里克·威廉·蘭徹斯特。1987年，更名為高雲地利理工學院（Coventry Polytechnic）。在1992年，英國馬卓安政府頒佈《1992年持續進修及高等教育法案》，將多間不同理工學院升格為大學，所以高雲地利理工學院亦於同年更名為高雲地利大學。

## 校內設施

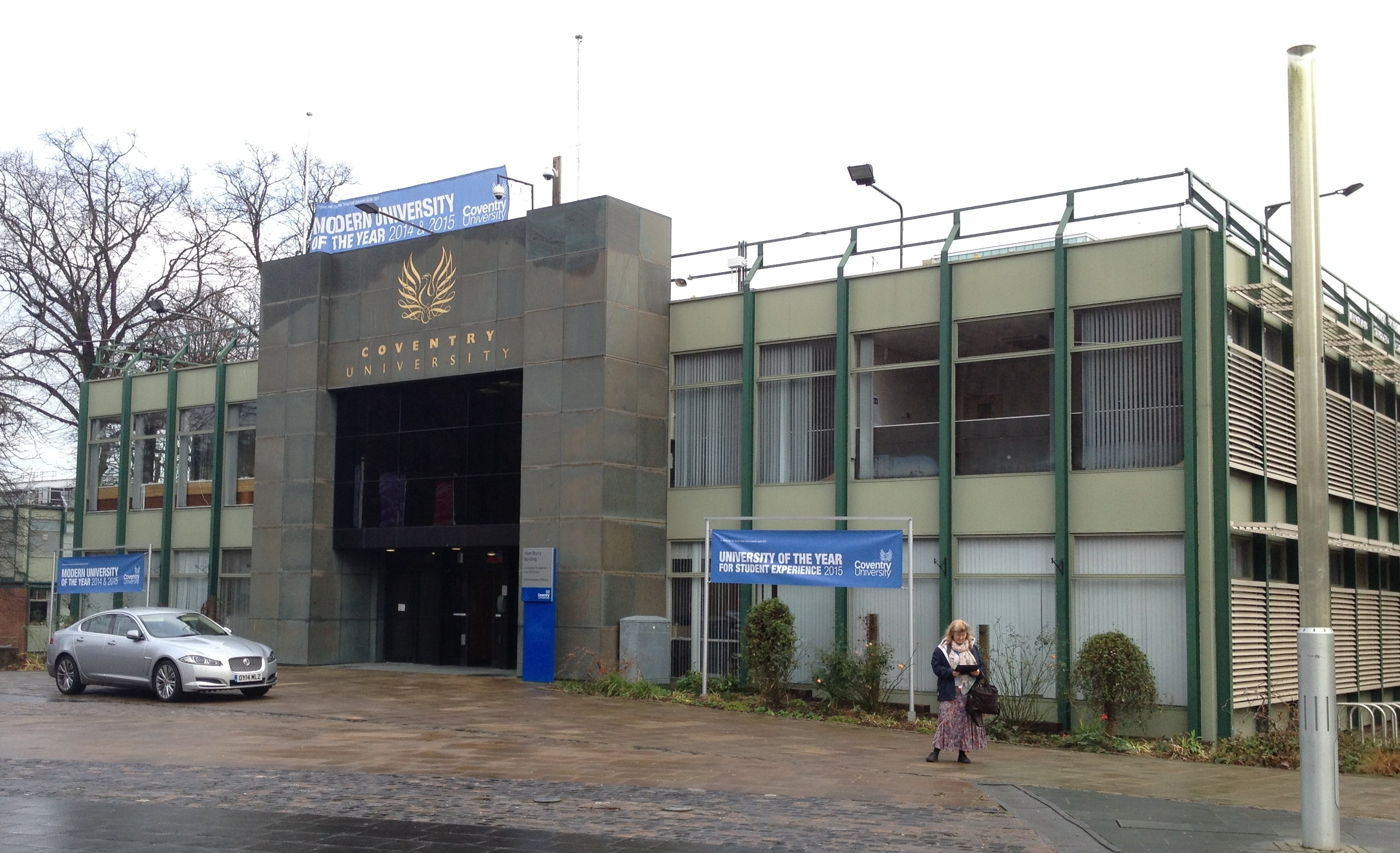
主大樓
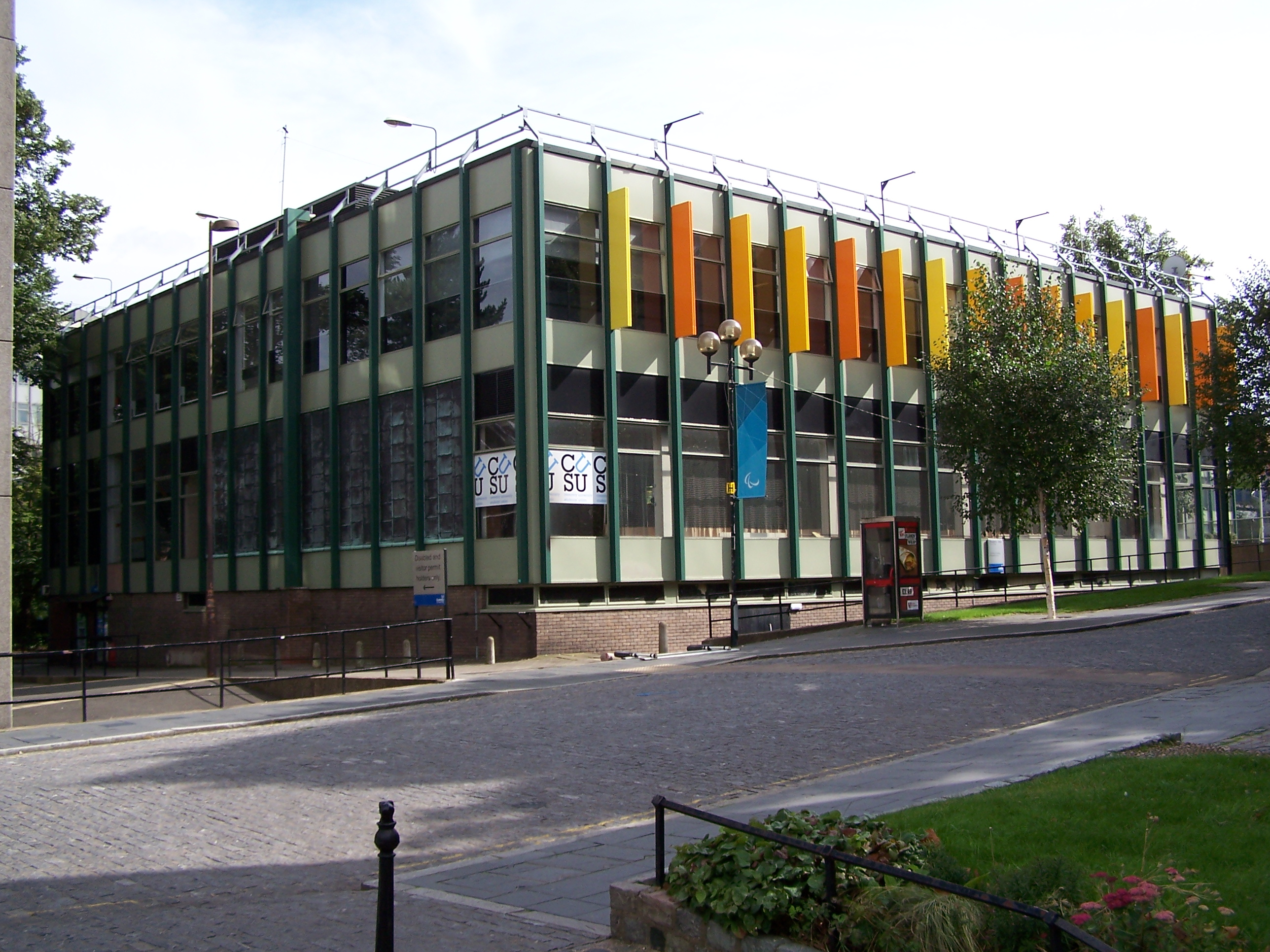
預備課程與社團辦公大樓
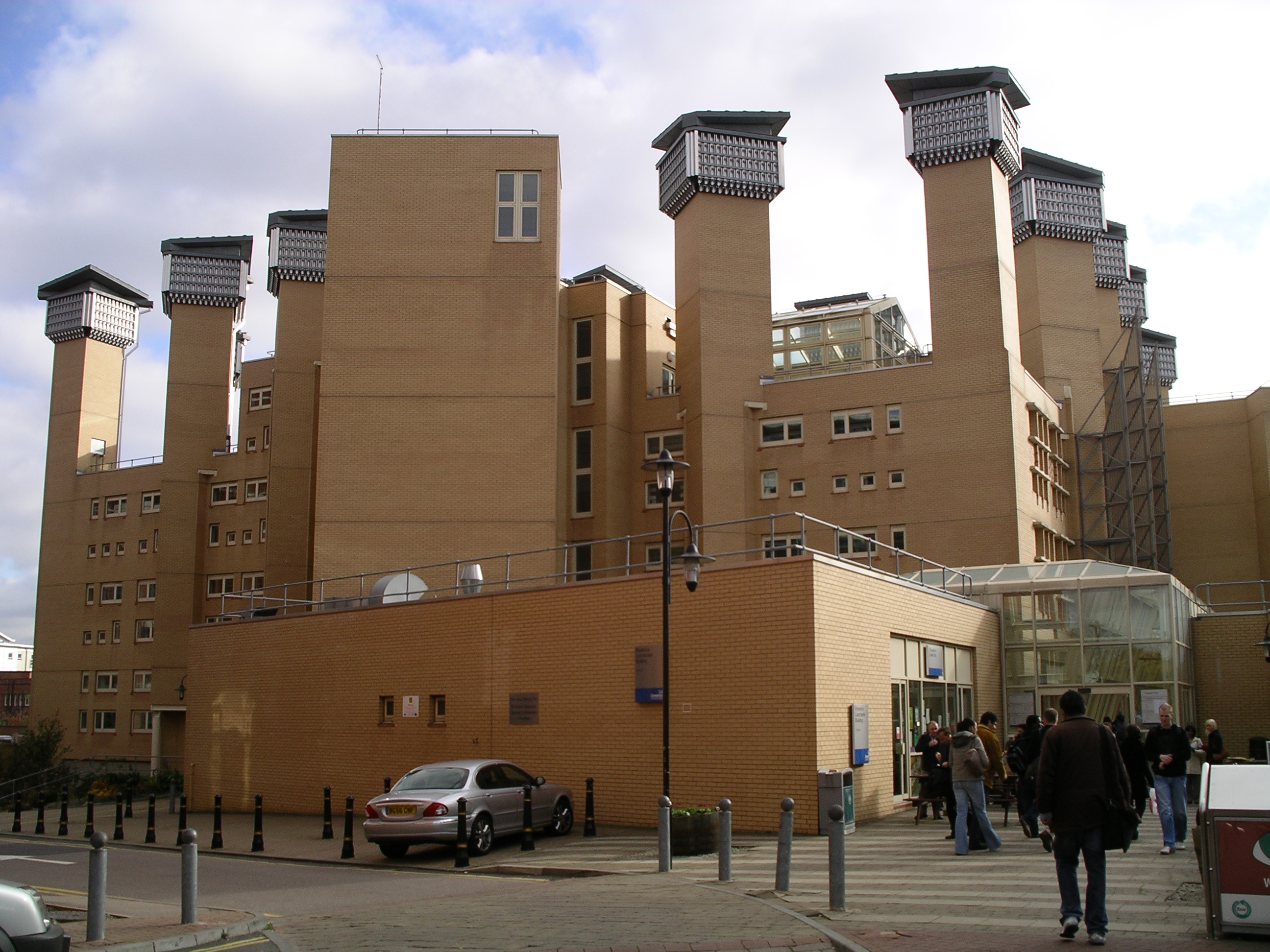
圖書館
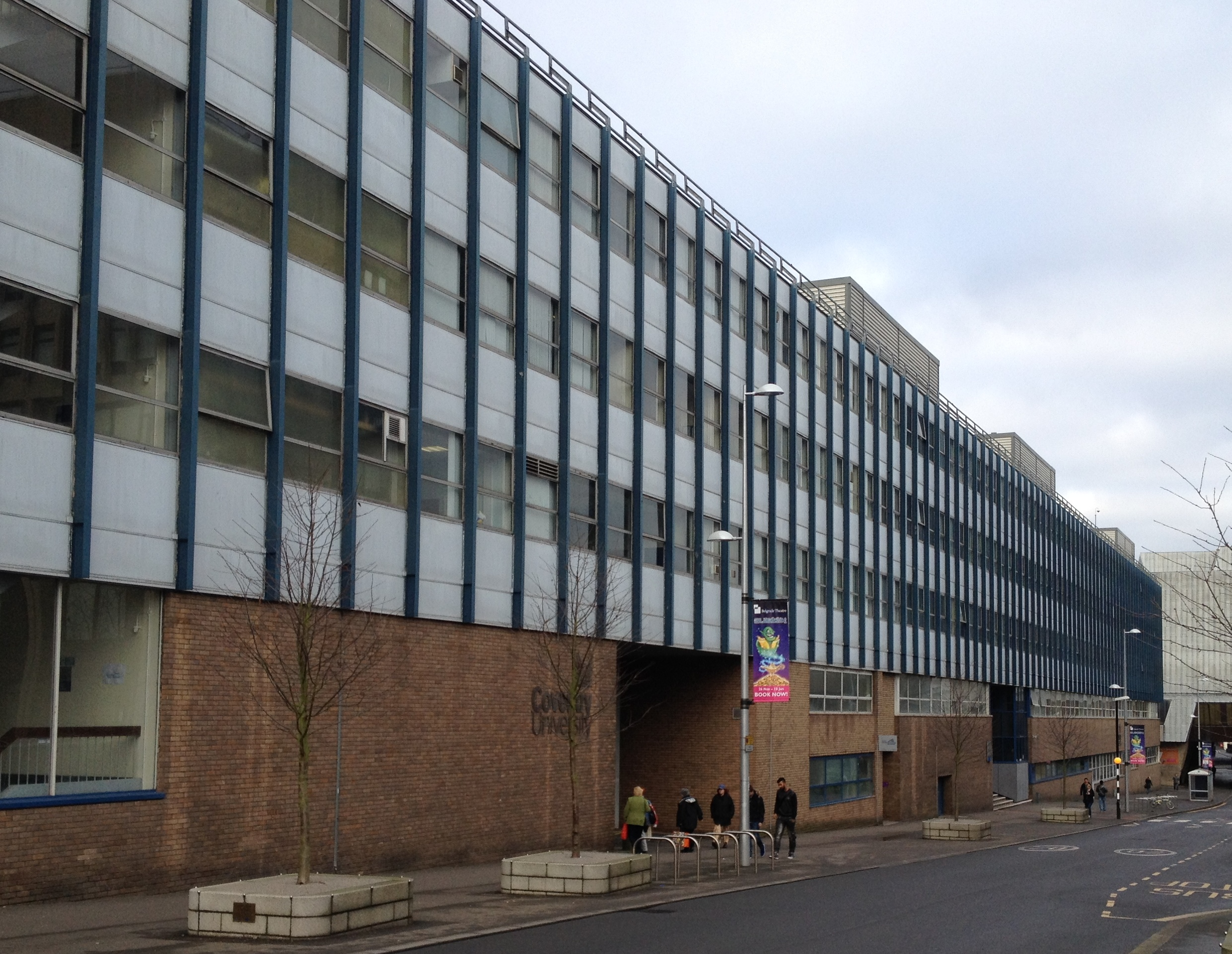
生命與健康科學學院大樓
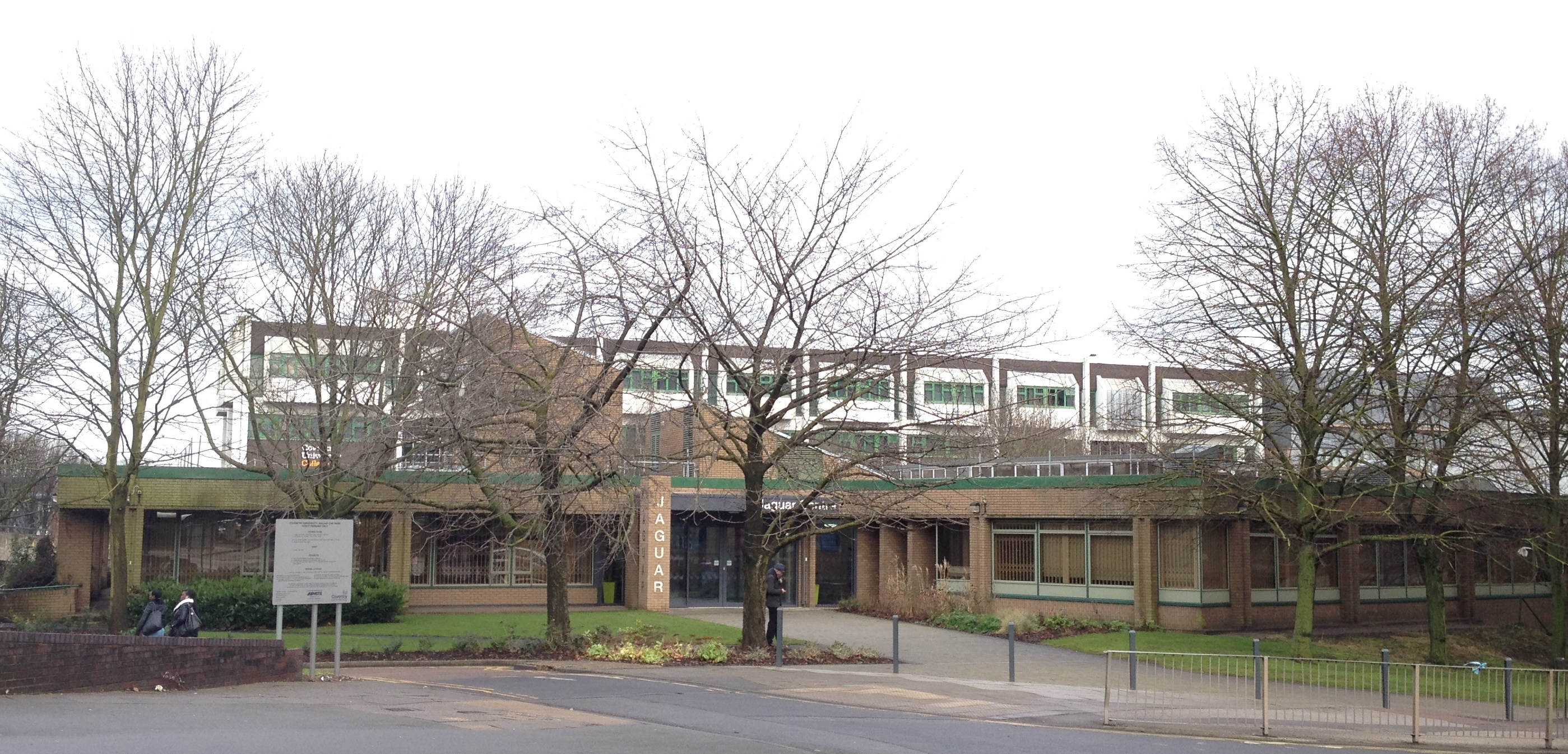
由汽車製造商Jaguar贊助建造。主要為商學院、環境與社會學院及研究所課程使用
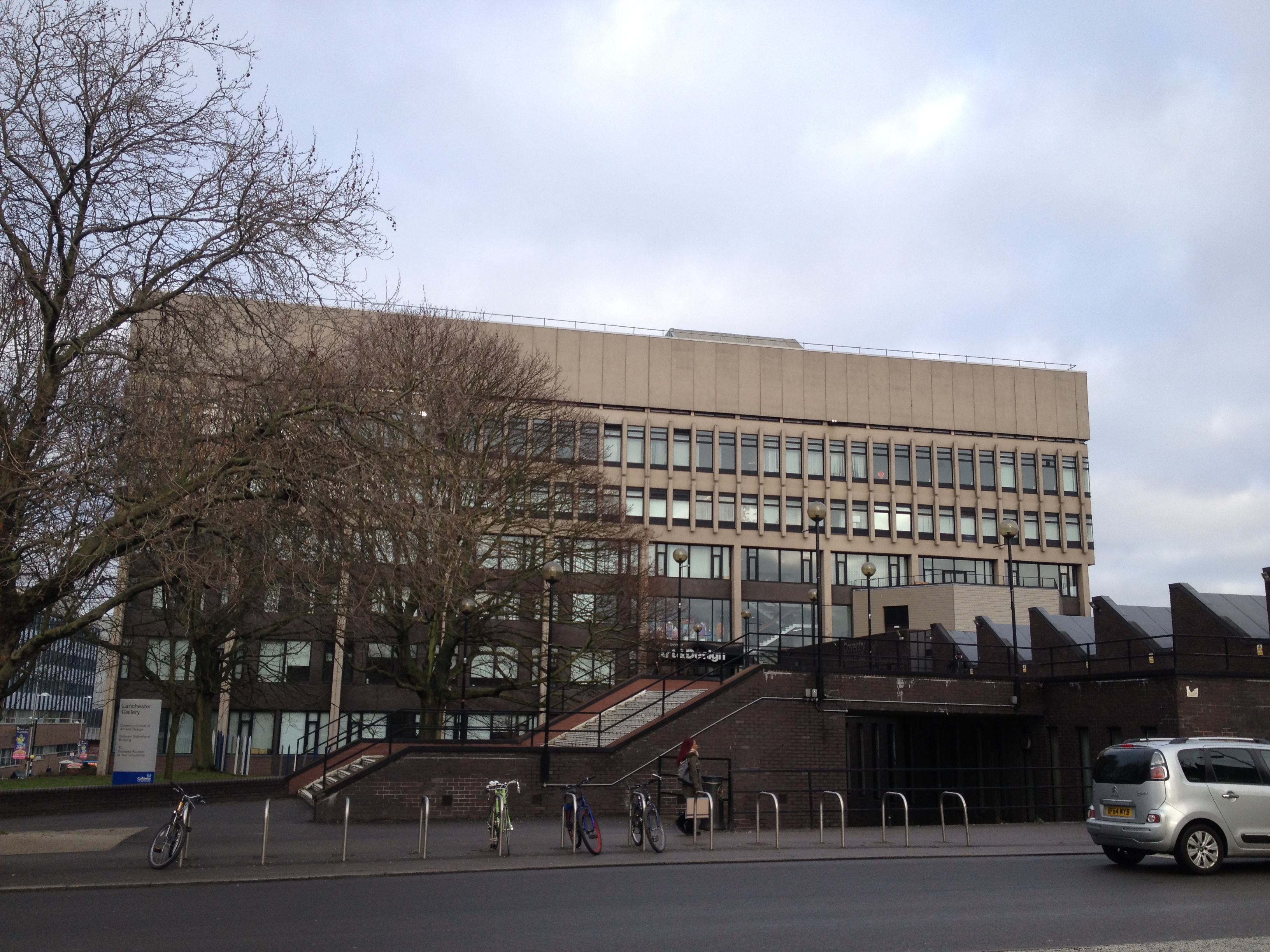
藝術與設計學院大樓
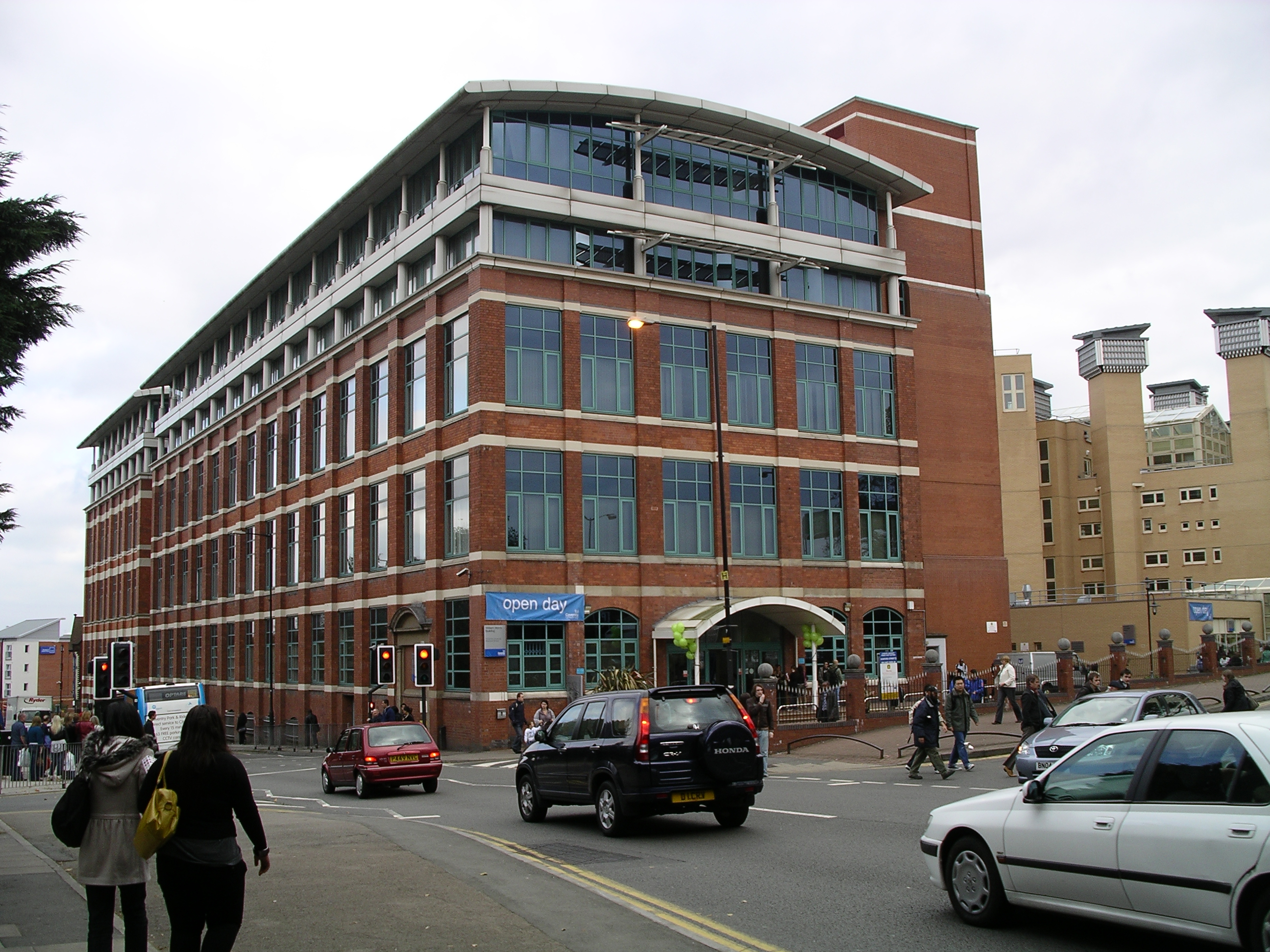
生命與健康科學學院大樓，主要由商學院使用
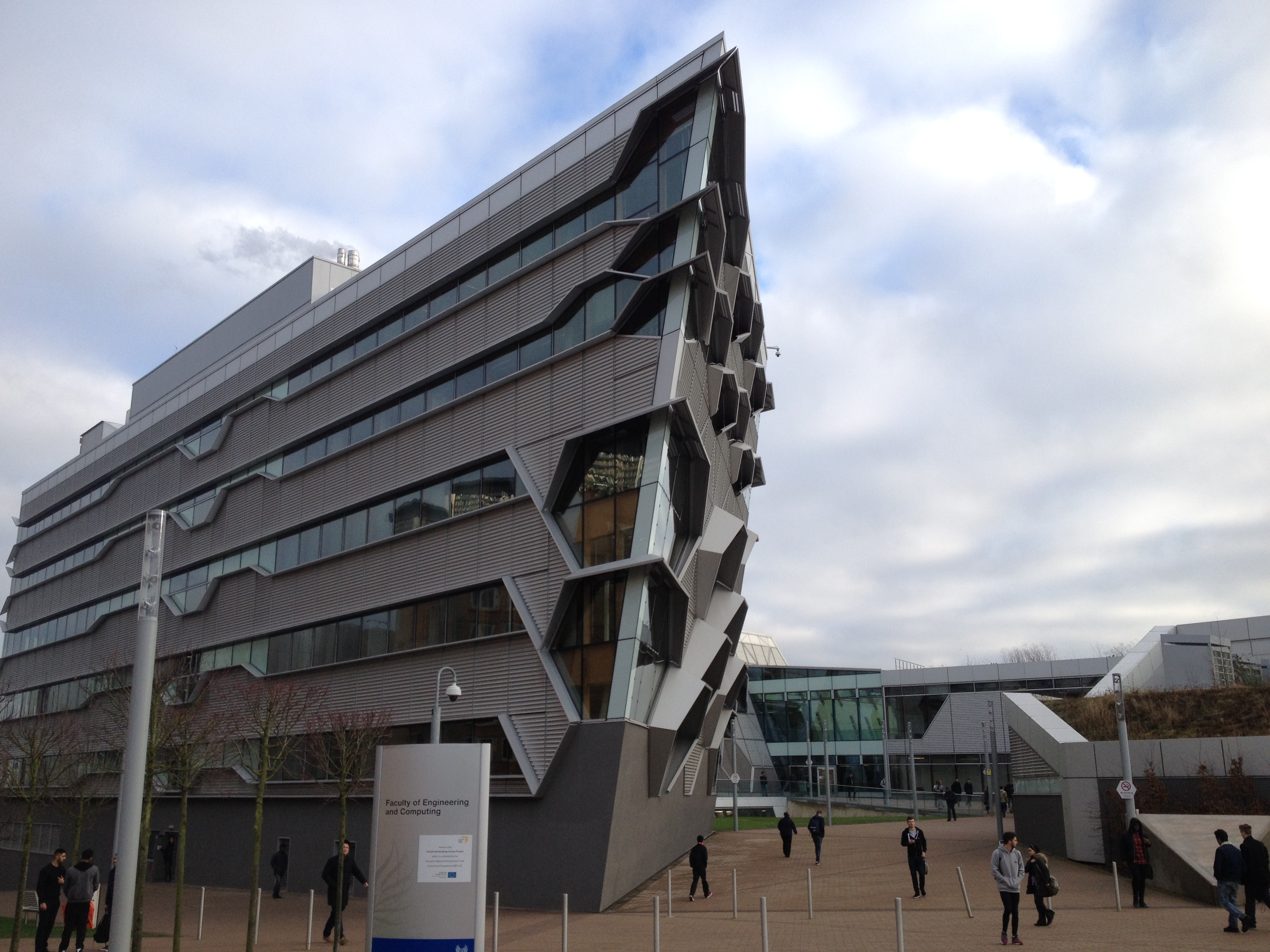
工程與電腦資訊工程大樓
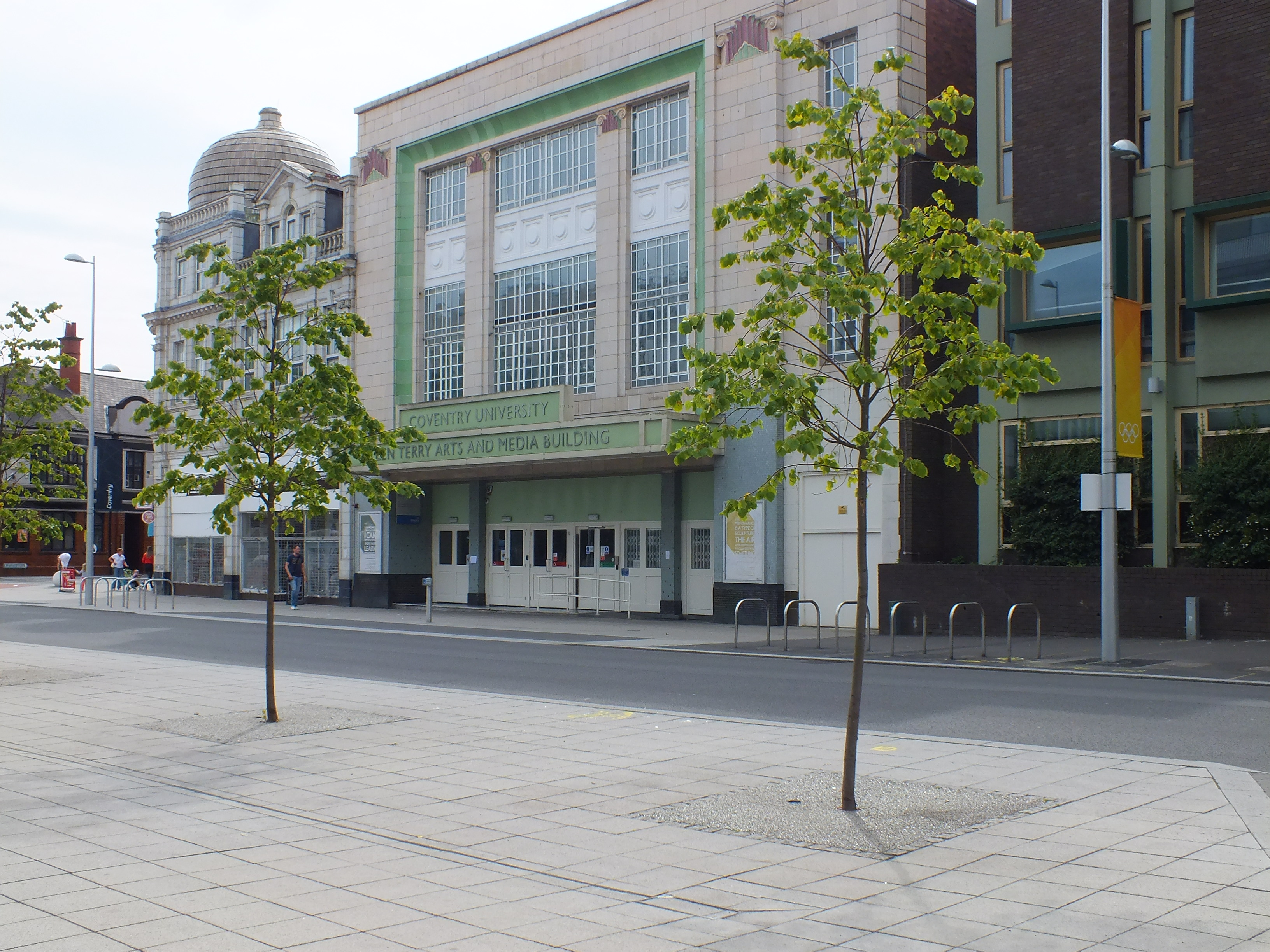
藝術表演大樓
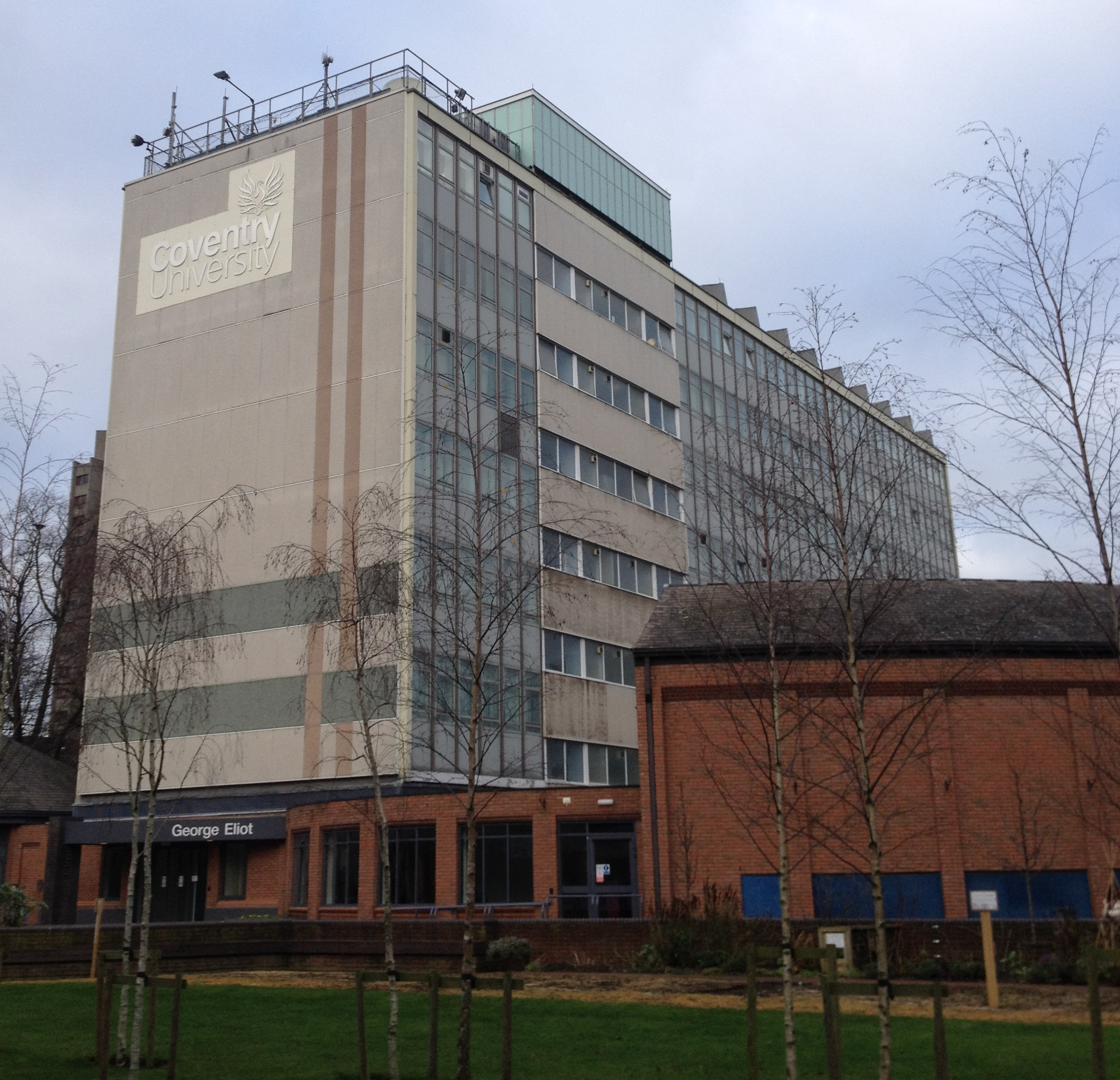
語言中心與語言教學教室大樓

校園位於高雲地利市中心的高雲地利大學目前佔地約33英畝（130000平方米）。他們的主要建築物是以著名人物或者具影響力的機構命名，有：
- Alan Berry, 大學本部大樓；
- Alma, 是用於工程及計算機科學學院，特別是工程學科；
- Armstrong Siddeley Building 是工程及計算機學院其中一個主要建築物（特別是計算機科學和數學科目）；
- Charles Ward Building, 是商學院與環境健康和生命科學學院共同建立使用的；
- Ellen Terry, 這是藝術與設計學院所擁有（特別是表演藝術和音樂）；
- Graham Sutherland building,  是藝術與設計學院其中一個主要建築物；

和其他Bugatti、Engineering & Computing Building、George Eliot、The Hub、Jaguar、James Starley、Maurice Foss等。

### 圖書館
Frederick Lanchester Building佔地約 10,000平方米，採用自然通風和自然光照明技術設計，比傳統空調的建築物顯著降低能源消耗。擁有超過35萬本書籍和2000本印刷期刊，另有8000部電子期刊的多媒體館藏。圖書館共提供1200多個座位，並可容納300多部個人電腦和無線網絡，提供給所有大學人員使用。

## 學術
該大學是第一個學術機構在英國提供災害管理的課程，大學亦成功擴大商學部為高雲地利大學商學院；該校大學部交通工具設計目前在英國居領導地位。

## 排名
- 根據2024年的美國新聞與世界報導，考文垂大學在英國排名第72名[14]。

## 校友
- 賈永婕：中華民國女藝人、模特兒、節目主持人、業餘三鐵運動家、台北101董事長。

## 外部連結
- 高雲地利大學（页面存档备份，存于）
- 高雲地利大學圖書館 （页面存档备份，存于）
- 高雲地利大學學生會網址 （页面存档备份，存于）
- 高雲地利大學 Facebook Page
- 高雲地利大學建築介紹 （页面存档备份，存于）